# Shimotsuma
Shimotsuma (jap. 下妻市 Shimotsuma-shi) – miasto w Japonii, w prefekturze Ibaraki, we wschodniej części wyspy Honsiu. Ma powierzchnię 80,88 km². W 2020 r. mieszkały w nim 42 554 osoby, w 16 350 gospodarstwach domowych  (w 2010 r. 45 001 osób, w 14 835 gospodarstwach domowych).

## Historia
Wraz z utworzeniem nowego systemu administracyjnego 1 kwietnia 1889 roku w powiecie Makabe powstała miejscowość Shimotsuma. 1 kwietnia 1954 roku miejscowość powiększyła się o teren wsi Taihō i Tobanoe (z powiatu Makabe). 1 czerwca 1954 roku miejscowość powiększyła się o teren wsi Kamitsuma (z powiatu Makabe), Fusakami i Toyokami (dwóch z powiatu Yūki) oraz Takasai (z powiatu Tsukuba) i zdobyła status miasta. 1 stycznia 2006 roku teren miasta powiększył się o wioskę Chiyokawa (z powiatu Yūki).

## Geografia
Miasto sąsiaduje z miejscowościami:
- Tsukuba
- Jōsō
- Chikusei
- Yachiyo

## Populacja
Zmiany w populacji terenu miasta w latach 1950–2020: